# Atrypanius ambiguus
Atrypanius ambiguus är en skalbaggsart som beskrevs av Julius Melzer 1930. Atrypanius ambiguus ingår i släktet Atrypanius och familjen långhorningar. Inga underarter finns listade.